# Teratogeen
Teratogeen (Grieks teras = monster, gennan = voortbrengen) is de eigenschap van een stof of een ziekte om bij de foetus afwijkingen te veroorzaken als de moeder tijdens de zwangerschap met de stof in aanraking komt, deze inademt of inneemt, dan wel de ziekte doormaakt.
Van een groot aantal chemische stoffen en van sommige geneesmiddelen is bekend dat zij aangeboren afwijkingen kunnen veroorzaken. Het slaapmiddel thalidomide (merknaam Softenon) en DES, dat vroeger werd gegeven om miskramen te voorkomen, zijn hiervan bekende voorbeelden. 
Ook alcoholgebruik tijdens de zwangerschap, roken en vele drugs hebben aangetoonde nadelige gevolgen voor de vrucht. Verder kan besmetting met een virus dit verschijnsel veroorzaken, zoals rodehond.

## Geneesmiddelen tijdens zwangerschap
Het gebruik van geneesmiddelen tijdens de zwangerschap is niet altijd te voorkomen. Via het bloed van de moeder  kan het geneesmiddel via de placenta in het kind terechtkomen. Normaal gesproken houdt de placenta schadelijke stoffen tegen die van het bloed van de moeder naar het bloed van de foetus proberen te komen, maar sommige stoffen zijn echter zo klein dat ze door de placenta heen kunnen komen. 
Inzicht in de wijze waarop geneesmiddelen aangeboren afwijkingen kunnen veroorzaken is nog gering. Of een geneesmiddel veilig kan worden gebruikt hangt niet alleen af van het gebruikte middel en de gebruikte hoeveelheid, maar ook van het stadium waarin de zwangerschap zich bevindt. 
Geneesmiddelen kunnen in drie categorieën worden ingedeeld:
1. Geneesmiddelen waarvan bekend is dat ze teratogeen zijn, bij de mens of bij (sommige) proefdiersoorten. Dit is maar een kleine groep, van de middelen die met enige regelmaat in Nederland en België worden voorgeschreven misschien 10 à 20.
2. Geneesmiddelen waarvan niet bekend is of ze bij de mens schadelijk kunnen zijn maar waarbij uit dierexperimenteel onderzoek niet is gebleken dat ze bij dieren teratogeen zijn. De meeste van deze middelen zijn recent (de laatste 20 jaar) op de markt gekomen en gegevens over het veilig gebruik bij de mens ontbreken. Omdat resultaten van dierexperimenteel onderzoek niet zonder meer naar de mens kunnen worden vertaald, blijft voorzichtigheid bij het gebruik van deze geneesmiddelen geboden. Deze middelen vormen veruit de grootste groep.
3. Geneesmiddelen waarvan door decennialang gebruik is gebleken dat ze tijdens de zwangerschap kunnen worden gebruikt, zonder schadelijke effecten op de gezondheid van de foetus of pasgeborene te hebben. Zij worden als veilig beschouwd (bijvoorbeeld paracetamol).

In de praktijk worden middelen uit groep 2 af en toe toch bij zwangeren gebruikt, hetzij door een vergissing, hetzij omdat de toestand van de moeder zo ernstig is dat er geen andere manier is. Als nadelige effecten op de vrucht ook dan uitblijven zal een middel uit groep 2 langzamerhand naar groep drie verhuizen.